# Telescola
Telescola (portugiesisch für Fernsehschule) war zwischen 1965 und 1987 das Schulfernsehen in Portugal. In Studios des staatlichen Fernsehens RTP in Porto wurden schultäglich Sendungen produziert und landesweit ausgestrahlt. Die Telescola wurde ab 1988 nur in Wiederholungen weiter gesendet, im März 2020 erlebte das Konzept eine Wiederbelebung.

## Geschichte

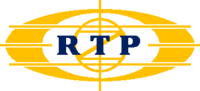
Das damalige Staatsfernsehen RTP strahlte seit 1965 die Telescola aus

Die Fernsehsendung wurde eingeführt, um die damalige Schulpflicht von 6 Jahren landesweit sicherzustellen. Damit wurde in den entlegenen ländlichen Gegenden Portugals die 5. und 6. Klasse angeboten und zugleich die Unterrichtskosten gering gehalten. In Portugal war es lange üblich, dass man nur 4 Jahre Schulpflicht erfüllte, und erst nach dem Zweiten Weltkrieg wurde ein ausreichendes Bildungsangebot auch flächendeckend verfolgt. So sollte das Projekt sowohl die unterversorgten ländlichen Gebiete als auch die Vorstädte der wachsenden Städte versorgen, in denen wegen überfüllter Schulen nicht alle Schüler im Regelschulbetrieb nach der Grundschule aufgenommen werden konnten.
Die Sendung wurde seit der ersten Ausstrahlung am 6. Januar 1965 vom staatlichen Fernsehen RTP gesendet und in privaten oder öffentlichen Gemeinschaftsräume gezeigt. Gruppen aus Schülern konnten unter Beihilfe eines Mentors dem Unterricht folgen. Das Programm wurde von Montag bis Freitag für circa 5 Stunden am Nachmittag ausgestrahlt.
Bis Ende 1987 wurde die tägliche Telescola weitgehend eingestellt, der stark gesunkene Bedarf wurde danach ab 1988 über VHS-Videokassetten gedeckt, bis 2004 der Dienst ganz eingestellt wurde. Danach wiederholte die RTP Sendungen einiger Themenfächer in der Telescola im Vormittagsprogramm seines zweiten Kanals, später des neu entstandenen Wiederholungskanals RTP Memória.

## Wiederauflage seit 2020

Der frei empfangbare RTP-Sender RTP Memória strahlt heute wieder verstärkt Sendungen der Telescola aus

In Folge der Schulschließungen während der COVID-19-Pandemie in Portugal erlebte das Konzept Anfang März 2020 eine Neuauflage. Der FreeTV-Kanal RTP Memória strahlt seither, neben Wiederholungen, auch wieder regelmäßige neue Lehrstunden aus, die moderne Lehransätze und Präsentationen nutzen. Dazu richtete die RTP das Projekt Estudo em casa ein (portugiesisch für: Ich lerne zuhause), mit einer Website, die alle Lehrstunden zugänglich macht, Stundenpläne und Sendezeiten nach Jahrgangsstufen zur Verfügung stellt und einen Livestream-Zugang vorhält.